# Maoridrilus rubicundus
Maoridrilus rubicundus är en ringmaskart som beskrevs av Lee 1959. Maoridrilus rubicundus ingår i släktet Maoridrilus och familjen Acanthodrilidae. Inga underarter finns listade i Catalogue of Life.